# Scienza goethiana
Si dà il nome di scienza goethiana all'approccio adottato da Goethe nello studio della natura, e da lui utilizzato nella stesura dei suoi saggi scientifici, i più noti dei quali furono la Metamorfosi delle piante e la Teoria dei colori. Oltre che poeta e scrittore di romanzi, infatti, Goethe era animato da profondi interessi scientifici in diversi campi, fra cui la morfologia, la botanica, la zoologia, la mineralogia e la meteorologia, pervenendo anche a scoperte anatomiche di una certa rilevanza come quella dell'osso intermascellare. Goethe indagò la cromatica con un metodo contrapposto a quello tradizionale della scienza newtoniana, da lui giudicata astratta e unilaterale, formulando una teoria dei colori di cui fu più soddisfatto che non dei successi conseguiti in campo letterario.
La scienza goethiana si contrappone alla scienza, come normalmente si intende, ed è considerata una pseudoscienza. Intesa, invece, come disciplina filosofica potrebbe essere ritenuta una forma di fenomenologia.
Il filosofo ed esoterista Rudolf Steiner, studioso ed editore delle sue opere, ha in seguito adottato la prospettiva di Goethe applicandola alla visuale filosofica dell'antroposofia o «scienza dello spirito» da lui fondata, così che all'occorrenza si può parlare di scienza goethiana-steineriana.

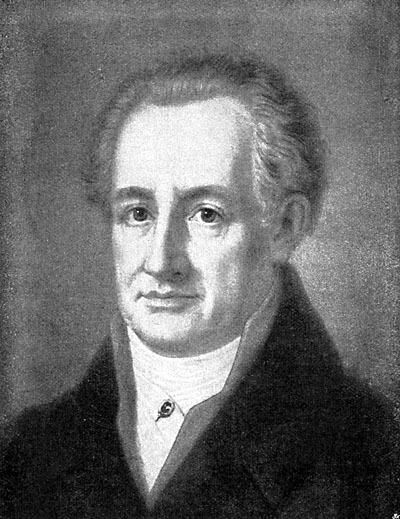
Johann Wolfgang von Goethe

## Caratteristiche
Le concezioni goethiane si inseriscono nel quadro della filosofia idealistica che dominava la cultura del tempo, e che esse contribuirono a forgiare.
(Goethe, Detti in prosa, 1819)
Sebbene Goethe non abbia delineato in maniera esplicita la propria concezione del mondo, Steiner ha ritenuto di poterla desumere dai suoi scritti, rilevando come nello studio della natura Goethe parta dalla convinzione che l'uomo e il mondo circostante non sono entità separate, bensì appartengono entrambi allo stesso divenire cosmico, così che le espressioni della nostra natura soggettiva sono in realtà una manifestazione della natura stessa. Ciò differenzia ad esempio la scienza goethiana dall'impostazione filosofica di Kant, da cui Steiner fa derivare la mentalità materialistica odierna, che invece considera l'uomo, con i suoi pensieri, come avulso, separato dal mondo in cui è egli inserito.
Ne consegue che per Goethe i concetti e le idee con cui conosciamo il mondo non sono un semplice strumento conoscitivo, di cui ci si serva come mere immagini che riflettano il vero, ma appartengono integralmente ai mutamenti della natura, specialmente di quella organica; le idee che l'uomo svela indagando i fenomeni del mondo fanno dell'uomo stesso l'organo di comprensione della natura. Arte e scienza in tal senso si assomigliano, perché si propongono di rivelare in forma più compiuta e comprensibile quel che si nasconde alla percezione dei sensi.

### L'Urphänomeno «fenomeno originario»
(Goethe, La teoria dei colori, Didaktischer Teil, § 175, trad. it. di Renato Troncon, pag. 61 Milano, Il Saggiatore, 1985)
Il primato dell'idea, intesa non alla maniera trascendente di Platone, ma come entità immanente, conduce ad uno dei principi fondamentali tenuti in considerazione dalla scienza goethiana, quello degli urphaenomen, ossia di quei fenomeni naturali da cui occorre partire per spiegare tutti gli altri, e dei quali non ha senso ricercare ulteriori cause che li rendano possibili. Steiner spiega in sintesi che «i fenomeni che sorgono sotto la sola azione di condizioni indispensabili possiamo chiamarli originari, gli altri derivati».
Un esempio di fenomeno primordiale è per Goethe quello della pianta-tipo illustrato nella Metamorfosi delle piante, cioè l'idea archetipa della pianta che rende possibile l'infinità varietà e molteplicità degli organismi vegetali: si tratta di un quid immateriale, afferrabile soltanto col pensiero, ma che si rende manifesto nella forma, nei colori, o nella grandezza delle varie specie e degli organi che le compongono. Esso rappresenta il prototipo della pianta, le cui diverse estrinsecazioni tangibili consistono in un adattamento alle differenti condizioni ambientali in cui la pianta-tipo si imbatte di volta in volta.
Un altro esempio di fenomeno primordiale esposto nella Teoria dei colori è la luce, da intendere nella sua essenza puramente spirituale. Come la pianta-tipo genera la molteplicità delle sue manifestazioni tangibili a contatto con la natura inorganica, così la luce, incontrandosi con i fenomeni dell'oscurità, genera la varietà dei colori percepibili ordinariamente col senso della vista.

### Le due fonti del conoscere: percezione e concetto
Il mondo per Goethe risulta così comprensibile grazie alle idee-tipo; ogni tentativo di conoscenza, che insorge quando tentiamo di decifrare quello che all'inizio percepiamo con i nostri sensi come un caos sconnesso, trova nei legami concettuali forniti dall'idea la sua soluzione. 
(Goethe, da una lettera alla signora Von Stein, 1784)
Goethe chiama «facoltà intuitiva di giudizio» la capacità di immergersi dentro l'essenza delle forme, non astraendola dagli oggetti ma «come se formassero gli oggetti stessi», poiché la natura che in essi si eprime è la stessa che parla nell'uomo.
Quando alla percezione di un fenomeno si unisce il concetto corrispondente si ha tutto ciò che occorre per comprenderlo. Non ha senso quindi per Goethe postulare realtà inaccessibili ai sensi ed al pensiero umani, che fungerebbero da cause occulte dei fenomeni primordiali, quali ad esempio gli atomi.
(Goethe, Massime e riflessioni, n. 575, ed. a cura di Max Hecker, Weimar 1907)

Steiner rileva in questo aspetto della scienza goethiana uno dei punti decisivi che la differenziano dalla scienza moderna comunemente intesa, indotta in errore, a suo avviso, dal presupposto di Kant che esista un noumeno o cosa in sé a cui l'uomo non può avere accesso e che costituirebbe l'autentica realtà "oggettiva". Ma la vera scienza, per Goethe, non può che essere antropomorfica, perché l'uomo non può mai uscire fuori dal percepibile, cioè dal modo in cui i fenomeni gli si presentano. Allo stesso modo Steiner:
(Steiner, op. cit., pag. 152)
L'oggettività, pertanto, è quella che si dà nell'uomo stesso, e sarebbe un controsenso giudicarla soggettiva sulla base di un presunto punto di vista oggettivo che neppure si conosce, e che per giunta si nega possa essere mai conosciuto.
Nello studio dei colori, ad esempio, Goethe stigmatizza l'atteggiamento dei fisici moderni che invece di guardare i colori «si mettono a calcolare», cercando di imporre «al colore un insieme di procedimenti matematici»: per lui è  un'astrazione ingiustificata il fatto di prescindere dall'essenza qualitativa dei colori, così come vengono percepiti dall'occhio umano, per limitarsi al loro aspetto quantitativo.
Steiner aggiunge per questo che la scienza moderna, attenendosi soltanto ai processi di movimento degli atomi, ignora il modo effettivo in cui appaiono i colori, essendo impossibile spiegare come dal semplice movimento di una data materia possa generarsi ad esempio la visione del rosso.

### Insufficienza del meccanicismo
Se si esclude l'aspetto sensorio, traducendo la fisica in matematica e meccanica applicata,, rimane per Goethe «solo l'ultima sublimata astrazione senza immagine, e la più alta vita organica è consegnata a fenomeni naturali generali completamente privi di forma e corporeità».
Analogamente per Steiner, quello che alla vista appare rosso, così come una qualunque sensazione di suono, di calore, ecc. non può essere considerata la manifestazione puramente soggettiva di un supposto processo oggettivo e «invisibile»: soggettiva è soltanto la via attraverso cui questi fenomeni ci vengono trasmessi, non i fenomeni in sé del rosso, o del calore, ecc. Essi non sono l'effetto, ma piuttosto la causa del movimento che viene impresso alla materia; movimento a cui la fisica riduzionistica limita le proprie indagini e le proprie possibilità conoscitive.
(Steiner, op. cit., pag. 136)
Ad avviso di Steiner, si deve a una gran parte della tradizione filosofica moderna, iniziata con Cartesio e proseguita attraverso Kant, il presupposto erroneo su cui si basa la scienza odierna, che destituisce di fondamento oggettivo alcune nostre percezioni sensoree, come quelle legate ai suoni, ai colori e agli odori, pur mantenendo la validità di altre come la grandezza, l'estensione e la forma.
A Kant e ai suoi seguaci, che presumono di poter definire a priori il contenuto di ogni percezione umana come il risultato di una rappresentazione del soggetto che distorcerebbe il dato reale, Steiner obietta che non si può dire cosa sia una percezione in generale, perché essa consiste sempre di un contenuto, ed è solo a partire da questo che può essere definita; e dunque non ha senso parlare in astratto di limiti della conoscenza indipendentemente dal dato che deve essere spiegato: «i sensi non mi dicono affatto se quello che mi trasmettono sia essere reale o mera rappresentazione. Il mondo dei sensi ci si presenta inopinatamente, e se vogliamo averlo nella sua purezza, dobbiamo trattenerci dall'attribuirgli alcun predicato che lo caratterizzi».

### Causalità e organicità
Conoscere la natura delle sensazioni significa per Goethe studiare non il modo in cui esse ci vengono trasmesse, bensì che cosa ci viene trasmesso attraverso i sensi. Per far questo, non serve a nulla cercare di dedurre una verità effettuando delle supposizioni, poiché le teorie, per Goethe, non sono che «parti prematuri di un cervello impaziente che vorrebbe volentieri sbarazzarsi dei fenomeni, e al loro posto inserisce immagini, concetti, o anche semplicemente parole»; anziché formulare ipotesi, occorre piuttosto cercare di penetrare nell'oggetto, percependolo dapprima coi sensi e successivamente col pensiero, organo di percezione delle idee. Anche gli strumenti artificiali utilizzati per rendere quanto più impersonale l'indagine scientifica non fanno che allontanare dalla verità:
(Goethe, Massime e riflessioni, n. 706)
L'obiettivo che Goethe si pone non è quello di ricostruire e rappresentarsi astrattamente i nessi causali di un dato fenomeno come avviene ad esempio nell'osservazione del mondo inorganico, nel quale oltretutto rileva che ogni effetto non è riconducibile ad una sola causa ma a più influssi. Egli mira piuttosto a sviluppare e svolgere le leggi della natura nel loro divenire, dando ad esse espressione, non limitandosi ad una mera classificazione dei particolari, ma inserendo ognuno di questi in quadro organico in cui nulla sia lasciato al caso.
Steiner dirà per questo che Goethe aveva raggiunto «concezioni fondamentali per la scienza dell'organico che hanno la stessa importanza delle leggi fondamentali di Galileo per quella dell'inorganico». Egli puntualizza tuttavia che non è possibile sviluppare conoscenza in senso goethiano se non ci si evolve personalmente compiendo un proprio cammino di elevazione: coloro infatti «il cui bisogno di causalità è pago quando riesce a ricondurre i processi naturali a una meccanica degli atomi, non possiedono l'organo per comprendere Goethe».

### Retroterra filosofico
La fiducia di Goethe che l'uomo possa elevarsi dall'esperienza dei sensi alla contemplazione dell'idea era radicata in un tratto del suo carattere profondamente devoto e religioso; si trattava tuttavia di una religiosità che ricerca il Divino esclusivamente nelle opere della Natura, in modo immediato, non in dimensioni ritenute irraggiungibili, né in un atteggiamento mistico. Egli si dedicò pertanto a individuare un retroterra filosofico in grado di esprimere ciò che sentiva: egli lo trovò dapprima in Giordano Bruno, per il quale la ragione universale era l'«artista interiore» che plasmava e permeava l'universo in ogni sua parte.

In seguito egli si rivolse a Spinoza, per il quale la divinità è immanente al mondo, e dunque va ricercata restando all'interno di esso: le leggi della natura non sono soltanto una creazione di Dio, ma costituiscono la Sua stessa essenza, da scoprire in ogni fenomeno e manifestazione naturale. Nello spinozismo Goethe poté così trovare uno spirito conforme al proprio. 
(Goethe, Detti in prosa, 1819)
 Inserendosi nel dibattito di fine Settecento incentrato sulla filosofia di Spinoza e sulle accuse di un suo presunto ateismo rivoltele da Jacobi, Goethe gli replicava: 
(Goethe, da una lettera a Jacobi del 9 giugno 1785)
 Un anno dopo, accentuando la paradossalità del suo linguaggio, scrisse nuovamente a Jacobi:
(Goethe, da una lettera a Jacobi del 5 maggio 1786)

### Testi di Goethe
- Johann Wolfgang von Goethe, Massime e riflessioni, a cura di Siegfried Seidel, trad. it. di S. Giametta, Milano, Fabbri, 1996.
- Johann Wolfgang von Goethe, La metamorfosi delle piante (1790), trad. it. di Giovanni Castelli, Siena, Lazzeri, 1907.
- Johann Wolfgang von Goethe, La teoria dei colori (1810), trad. it. a cura di Renato Troncon, Milano, Il Saggiatore, 1979.

### Studi
- Giulio Giorello, Agnese Grieco, Goethe scienziato, Torino, Einaudi, 1998.
- Ernst Cassirer, Rousseau, Kant, Goethe, a cura di Giulio Raio, Roma, Donzelli Editore, 1999.
- Alberto Destro, Scienza e poesia in Goethe, Bologna, Capitello del sole, 2003.
- Federica Cislaghi, Goethe e Darwin: la filosofia delle forme viventi, Mimesis Edizioni, 2008.
- Rudolf Steiner, Le opere scientifiche di Goethe, Milano, Fratelli Bocca Editori, 1944.
- Rudolf Steiner, La concezione goethiana del mondo, a cura di Enzo Erra, Tilopa, 1991.
- Rudolf Steiner, Tre Saggi su Goethe, trad. it. di Ida Levi Bachi, Antroposofica Editrice, 2013.